# حيوانات متنزه يلوستون الوطني
يقع متنزه يلوستون الوطني شمال غرب الولايات المتحدة ويعتبر موطن لأصناف كثير من الثدييات ، الطيور ، الزواحف ، والبرمائيات ، و العديد من هذه الحيوانات تقوم بهجرتها داخل المتنزه. وتعتبر الثدييات الضخمة، الطيور والأسماك الأكثر انتشاراً في المتنزه.

## الثدييات الضخمة

### البايسون الأمريكي
يعتبر البيسون أضخم الحيوانات العاشبة في متنزه يلوستون الوطني. ويعتبر أخطر حيوان نباتي في أمريكا، ويرعي البيسون في المروج الطبيعية، النباتات ، السفوح، التلال، الغابات، الهضاب وحتي في المناطق المرتفعة من المتنزه. وتسمي ذكور البيسون (ثيران)، وقد يبلغ وزن الواحد منها أكثر من 1800 كيلوجرام. أما الإناث فتسمي (بقر)، ويبلغ وزن الواحدة حوالي 1300 كيلوجرام. ويبلغ طولهما تقريبا 6 أقدام عند الكتفين، ويمكنها التحرك بسرعة فائقة لحماية صغارها أو عندما تقترب كثيراً من البشر. ويتناسل البيسون من منتصف يوليو إلي منتصف أغسطس، وتضع عجلا واحداً وذلك في شهري أبريل ومايو. وقد تم توثيق بعض حالات افتراس الذئب لحيوان البايسون في كندا ولوحظ ذلك مؤخراً في متنزه يلوستون. ويتراوح عمر البايسون من 25-20 سنة. ويعتبر متنزه يلوستون المكان الوحيد في الولايات الأمريكية المتجاورة الذي استوطن فيه البيسون الأمريكي منذ عصور ما قبل التاريخ، على الرغم من أن أقل من 50 بايسون بقي هناك في عام 1902. وخوفا من انقراض البايسون قام المتنزه بتربية 21 بايسون في مزارع الجاموس بوادي لامار في متنزه يلوستون واستمر هذا المشروع لأكثر من 50 عاما والذي ساهم بشكلٍ أساسي في إنقاذ الحيوان من الانقراض. ويحتوي هذا الوادي علي العديد من الأنشطة منها الري (زراعة)، التغذية علي الدريس، عمليات الأسر لبعض الحيوانات، الإعدام للبعض الآخر، والسيطرة علي الحيوانات المفترسة، وذلك لضمان بقاء حيوان البايسون علي قيد الحياة. وبحلول عام 1920 بدأت أعداد البايسون في الازدياد بشكلٍ ملحوظ. ويرجع الفضل في ذلك إلي حماية البايسون من الصيد غير القانوني. وفي عام 1936 تم نقل قطعان البايسون إلي موطنهم الأول علي طفاف نهر فاير هول ( فوهة النار ) و وادي هايدي. وفي عام 2003 بلغ العدد الكُلي لحيوان البايسون 1477 رأس. لكن في عام 1967 كانت ثيران البايسون محصورة جداً بالإضافة إلى انخفاض عددها بشكل كبير حتي وصلت تقريباً إلي 397 رأس فقط. ومن بعد عام 1966 تم القضاء علي كل الأنشطة التي كانت تمارس ضد البايسون، والسماح مجدداً للنظام البيئي بتحديد أعداد البايسون وأماكن انتشاره. و الآن فقد أصبحت أعداد البايسون حوالي 4000 رأس في منتزه يلوستون. وتَجوب حيوانات البايسون الهضاب العشبية في يلوستون في فصل الصيف بحثاً عن العشب ، وعلى الرغم من حركتها البطيئة إلا أنها تستطيع الرقض بسرعة مدهشة إذا ما قُرْنَت بحيوانات آخري تتجاوز النصف طن. أما في الشتاء ، فتستخدم رؤوسها الضخمة للحفر في الثلوج مثل المحراث بحثاً عن الأعشاب المتجمدة تحت الثلوج. وحيث الثلوج العميقة داخل المتنزه وانخفاض درجات الحرارة في الشتاء تتجه قطعان البايسون إلي الساخانات وبرك المياة الساخنة النابعة من تحت الأرض لتدفئة أجسادها، وهناك قطعان آخري من البايسون تتجه في الشتاء إلى الجزء الشمالي من متنزه يلوستون.

### الدببة
تقدر أعداد الدب البني ( فصيلة الدببة البنية ) داخل النظام البيئي في متنزه يلوستون تقريباً 610-280 دُب. وتقدر حالياً أعداد الدب الأسود الأمريكي ( فصيلة الدببة الأمريكية ) بحوالي 650-500 دُب. وتتغذي الدببة السوداء والبنية والعديد من الحيوانات الآخري علي سمك السلمون المرقط السفاح والذي يشق طريقة في جداول المياة بمنتزه يلوستون لوضع بيضه. ونتيجة لسهولة هضمة واحتوائة علي نسبة عالية من البروتين و الدهنيات يُعد سمك السلمون واحداً من أغني مصادر الطاقة الصافية القابلة للهضم بسهولة للدب الأشيب في النظام البيئي في متنزه يلوستون الوطني. بالإضافة إلى ذلك، يعتبر سمك السلمون مصدر طعام هام للدببة و التي تتغذي عليه في أواخر فصل الربيع وأوائل فصل الصيف ويمكن أيضاً أن تمنح هذه الأسماك الدببة فرصة جيدة لتقوية أجسادها بعد الخروج من سُباتِها الشتَوي الطويل، ولا تتوقف الاستفادة من هذه الأسماك عند هذا الحد وحسب بل تشمل الدياسم الصغيرة أيضاً حيث تتغذي عليه الإناث مما يجعل حليبها أكثر غناً بالعناصر الطبيعية المفيدة خاصةً البروتينات. ويمكن أن تبلغ فترة حياة الدببة البُنية ما يُقارب 22 عاماً، بينما تبلغ فترة حياة جاره الدب الأسود 17 عاماً فقط. ومع إعادة إدخال الذئاب الرمادية ( من فصيلة الكلبيات ) إلي متنزه يلوستون الوطني من جديد، تبين الكثير من الاهتمام بشأن الآثار المترتبة علي أعداد الذئاب الرمادية وعلي كلاً من الدببة البنية والدببة السوداء. حيث أنه من المعروف أن الدببة البنية، الدببة السوداء و الذئاب الرمادية قد تعايشت معاً منذ قديم الأزل في مناطق كثيرة من قارة أمريكا الشمالية. وفي الآونة الأخيرة أصبحت مشاهدة الدب علي جانبي الطريق و داخل المناطق الحضرية أمراً شائعاً في متنزه يلوستون الوطني. حيث تنجذب الدببة إلي الطعام الذي يقدمة بعض السكان لهم و إلي البحث عن الطعام في صناديق النفايات. لكن على الرغم من شيوع رؤية الدببة بسهولة علي طول جانبي الطريق وفي المناطق الحضرية بين زوار المتنزه، اعتبر الدب المتهم الرئيسي المسؤول عن إصابة ما معدلة 48 شخص كل سنة وذلك من عام 1930 إلي عام 1969. بالإضافة إلى ذلك فقد أَودي دب جبال روكي البني بحياة العديد من الضحايا منذ عام 1970. وكنتيجة لذلك قام المتنزه في عام 1970 ببدأ برنامجاً مكثفاً لإدارة ملف الدببة. ويمكننا اختصار أهداف هذا البرنامج في إعادة الدببة البنية و السوداء إلي التغذية علي الطََرائِد الطبيعية والحد من إيقاع الإصابات بين البشر. وكجزء من هذا البرنامج المُطبق عام 1970 نَصّت اللوائح فيه وبشدة علي حظر إطعام البشر للدببة. وعلي إِثر هذا اعتقد بعض العلماء أن الدببة لن تَبقي علي قيد الحياة بسبب هذا التغير. ولم ينتهي الأمر عند هذا الحد وحسب، بل أصبحت الدببة في حالة أكثر إلحاحاً علي الطعام و أكثر عدوانية من السابق وتوجة الكثير منهم إلي مخيمات البشر بحثاً عن الطعام، لذلك أُعتقد أن في السنوات القليلة المقبلة سيكون هناك أكثر من 100 دُب سيموت ببطء وهذا سيضعة علي حافة الانقراض. وفي عام 1975 قامت المؤسسة الأمريكية للأسماك والحياة البرية بإدراج الدب البُني علي لائحة أكثر الأنواع المهددة بالانقراض في الولايات الأمريكية المتجاورة، وذلك وفقاً لقانون الأنواع المهددة بالانقراض. وكنتيجة لذلك، وبعد عدة عقود تعلم الدُب كيفية صيد الطََرائِد الطبيعية بنفسه بدلاً من الهجوم علي البشر، مما أدي إلي زيادة أعدادة لكن ببطء. وفي 22 مارس من عام 2007 تم شَطب الدُب البُني من هذه اللائحة. وبدأت أعدادة تزداد شيئاً فشيئاً حتي زادت من 126 إلي 500. وباعتبار الدب البُني أضخم الضواري في متنزه يلوستون الوطني فهو يحتاج إلي مساحات واسعة من الأراضي ليؤمن طعامه، مما يجعل الحفاظ عليه من أكبر التحديات في العالم اليوم. كما أعلن نائب وزير الداخلية ليان سكارليت قائلاً«أعتقد أنه يجب علي جميع الأمريكيين الافتخار كأمة لديها القدرة و الإرادة علي حماية واستعادة هذا الرمز البري». وفي الفترة من 1980 إلي 2002 زار متنزه يلوستون الوطني (YNP) أكثر من 62 مليون شخص. وفي نفس الفترة، أُصيب 32 شخص جرّاء هجوم الدببة. وبلغ مُعدل الإصابات التي ألحقتها الدببة البُنية بالبشر ما يقرب من 1 كل عام وذلك من عام 1930 إلي عام 1950، 4 إلي عام 1960. أما بالنسبة إلى الدب الأسود فمعدل اصابتة للبشر منخفضة إذا ما قُرِنَت بجاره الدب البُني، حيث بلغ معدل اصابتة للبشر 46 وذلك من عام 1930 إلي عام 1969، 4 إلي عام 1970 وأقل من ( 0.17 ) كل سنة وذلك من عام 1980 إلي عام 2002.